# Teściowa
Teściowa – matka żony (współcześnie także matka męża, pierwotnie świekra), nazwa relacji rodzinnej w stosunku do zięcia lub synowej.